# ドメラ (アリエ県)
ドメラ （Domérat）は、フランス、オーヴェルニュ＝ローヌ＝アルプ地域圏、アリエ県のコミューン。

## 地理
モンリュソン郊外にあるドメラは、1950年代から1960年代にかけて大いに発展した。
ボワディジュー川、バルティヤ川、マジウル川がコミューンを流れる。

## 歴史
1809年、かつてのコミューン、ジヴレットとドメラは合併した。

## 経済
ドメラは、レジオン・ド・モンリュソン（fr）の葡萄園の一部である。

## 人口統計
| 1962年 | 1968年 | 1975年 | 1982年 | 1990年 | 1999年 | 2006年 | 2011年 |
| ------ | ------ | ------ | ------ | ------ | ------ | ------ | ------ |
| 5685   | 5725   | 7139   | 8534   | 8875   | 8812   | 8996   | 9027   |

参照元:1999年までEHESS、2004年以降INSEE

## ゆかりの人物
- オドレイ・トトゥ - 幼少期をドメラ、モンリュソンで過ごす